# 京 (數字單位)

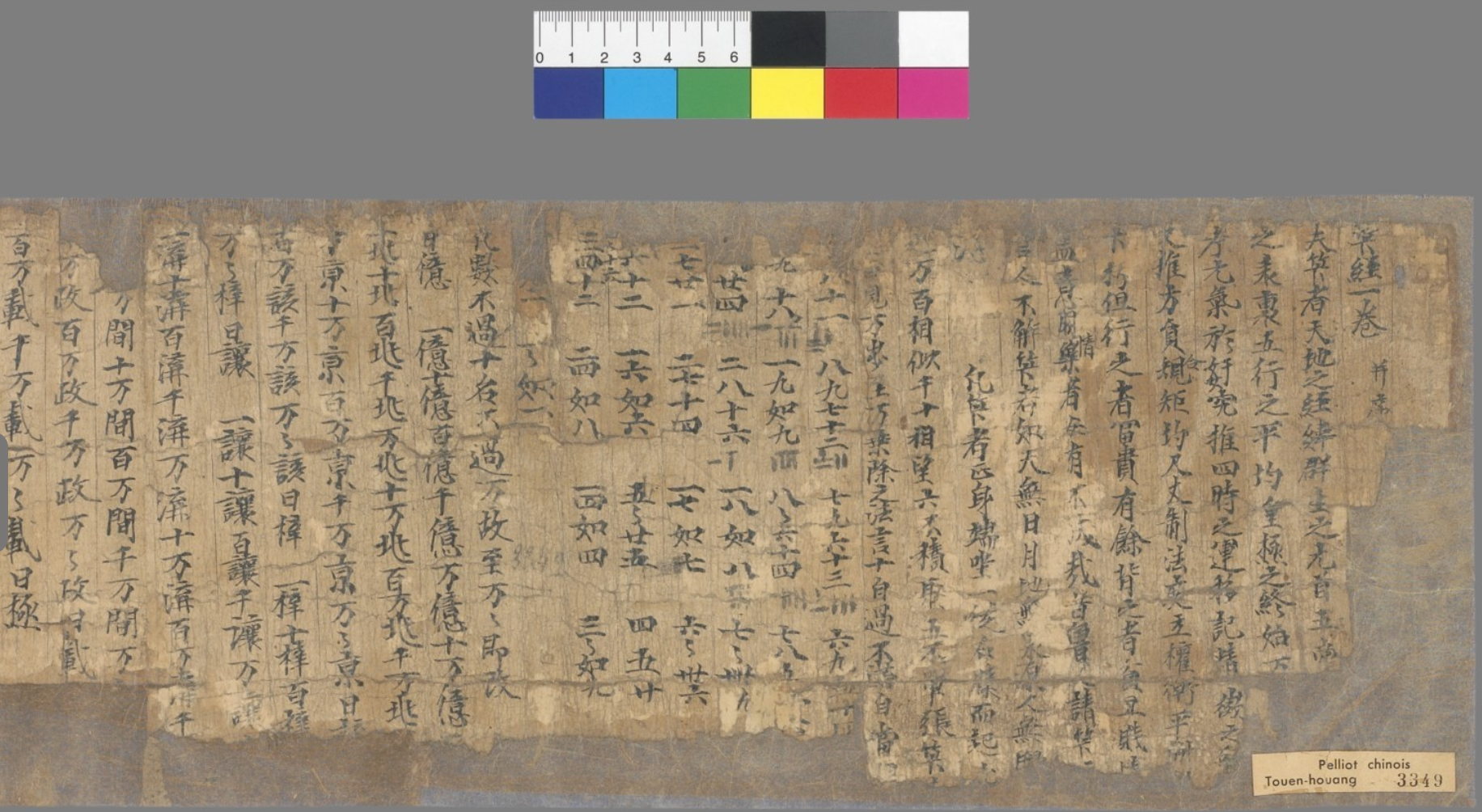
唐五代时期的敦煌算经残卷（P.3349），其中以万万兆为一京（“凡数不过十名不过万，故至万万即改”），即10^{24}

京，或作經，是漢字文化圈內使用的一個數字單位，其意義因古今、地域而異。「京」字在數字中是大數1016（即“一萬兆”）的名稱之一，古代有用來表示107、1024、1032等的情況。一京公里當於1057光年、324.3秒差距。現在，台灣、日本、韓國統一用於表示1016，但鮮有使用。全国科学技术名词审定委员会曾提出过大数定名建议，将1016、1020分别定名为“京”、“万京”，但無相關規範，亦已基本不用，「京」這樣的大數常以科学记数法表示。
京的單位與上下數可參考下表。
| 數量級 | 十進・下數 | 萬進（現在） | 億進・中數 | 平方・上數 |
| ------ | ---------- | ------------ | ---------- | ---------- |
| 107    | 京         | 千萬         | 千萬       | 千萬       |
| 108    | 垓         | 一億         | 一億       | 一億       |
| 1016   | 恒河沙     | 一京         | 一兆       | 一兆       |
| 1024   | -          | 一秭         | 一京       | 一亿兆     |
| 1032   | -          | 一沟         | 一垓       | 一京       |